# Унтерзибенбрунн
Унтерзибенбрунн (нем. Untersiebenbrunn) — коммуна в Австрии, в федеральной земле Нижняя Австрия.
Входит в состав округа Гензерндорф. Население составляет 1450 человек (на 31 декабря 2005 года). Занимает площадь 30,49 км². Официальный код — 3 08 58.

## Политическая ситуация
Бургомистр коммуны — Рудольф Плесль по результатам выборов 2005 года.
Совет представителей коммуны (нем. Gemeinderat) состоит из 19 мест.
- СДПА занимает 13 мест.
- АНП занимает 4 места.
- Партия USB 000 занимает 2 места.